# 上比诺普特
上比诺普特（法語：Burnhaupt-le-Haut；法語發音：[byʁnopt lə o] ⓘ或[buʁn(h)aupt lə o]；阿爾薩斯語：或），法国东北部市镇，位于大东部大区上莱茵省，隶属于坦恩-盖布维莱尔区，其市镇面积为12.49平方公里，2022年1月1日时人口数量为1,753人，在法国城市中排名第6,136位。
上比诺普特位于上莱茵省西南部，下比诺普特北侧，多莱尔河畔，多条公路在此交汇。

## 地名来源
“Burnhaupt-le-Haut”一名最初于公元823年以“Brunnhobetum”的形式被记载，其中“brunho”出自古凯尔特语“borna”，意为“河源”；“betum”则为高卢语单词“penno”的日耳曼转写，意为“头部”，在现代德语中亦有“源头”之意。
上比诺普特所处区域历史上通行阿尔萨斯语，“Burnhaupt”对应的阿尔萨斯语拼写为“Burnhàit”，其对应的读音为[burnajt]；“Burnhaupt-le-Haut”在对应的阿勒曼尼语维基百科阿尔萨斯版本条目的标题被拼写为“Ewerburnhaipt”，在当地的双语入城路牌中则被标记为“Ewerburnhàupt”。1871至1918年间，上比诺普特被德意志帝国统治，当地官方名称曾被更改为德语“Oberburnhaupt”。

## 历史

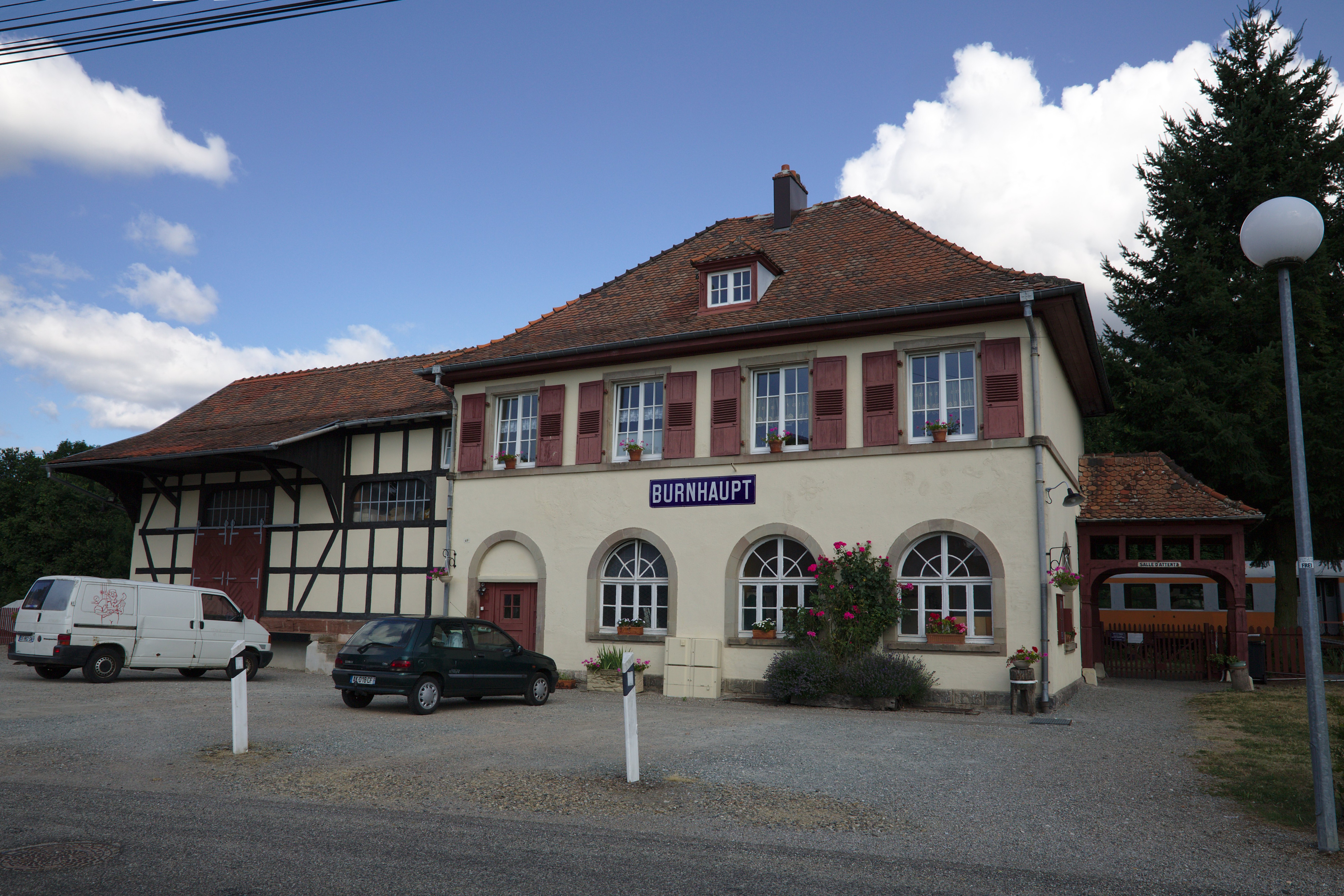
上比诺普特火车站旧址

上比诺普特的早期历史尚不清楚。根据当地官方网站的论述，上比诺普特早在古罗马时期就已出现人类活动。中世纪末期，上比诺普特附近出现了一座横跨多莱尔河的桥梁。三十年战争期间，上比诺普特遭遇重创，此后在饥荒及黑死病的影响下，当地的居民数量不足60。法国大革命后，上比诺普特成为上莱茵省的一个市镇，隶属于贝尔福区。工业革命期间，一条地方铁路曾由此通过，后被废弃。普法战争结束后，上比诺普特及其所处的阿尔萨斯-洛林地区被划入德意志帝国，成为坦恩县的一部分。一战结束后，阿尔萨斯-洛林地区根据《凡尔赛条约》重归法国，上比诺普特改属坦恩区（2015年更名为“坦恩-盖布维莱尔区”）。自20世纪60年代以来，得益于米卢斯的城市扩张以及高速公路的建成，上比诺普特境内的人口数量逐年增加。

## 地理

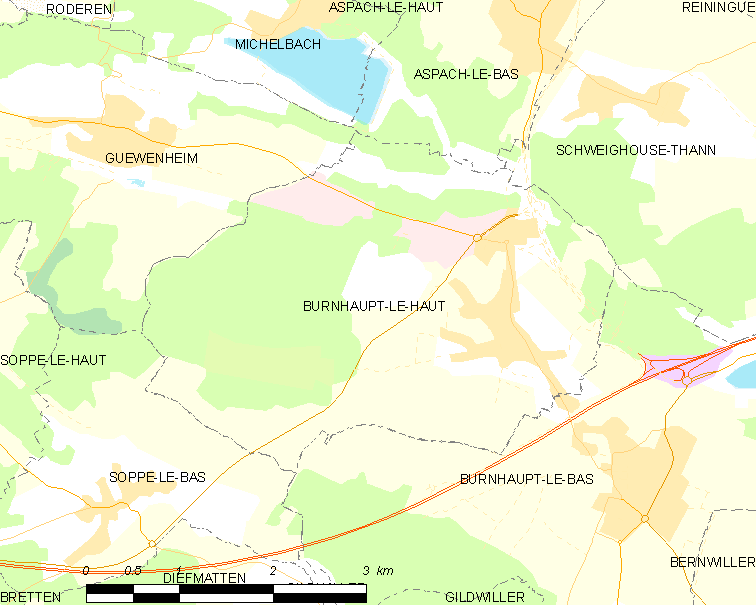
上比诺普特市镇范围地图

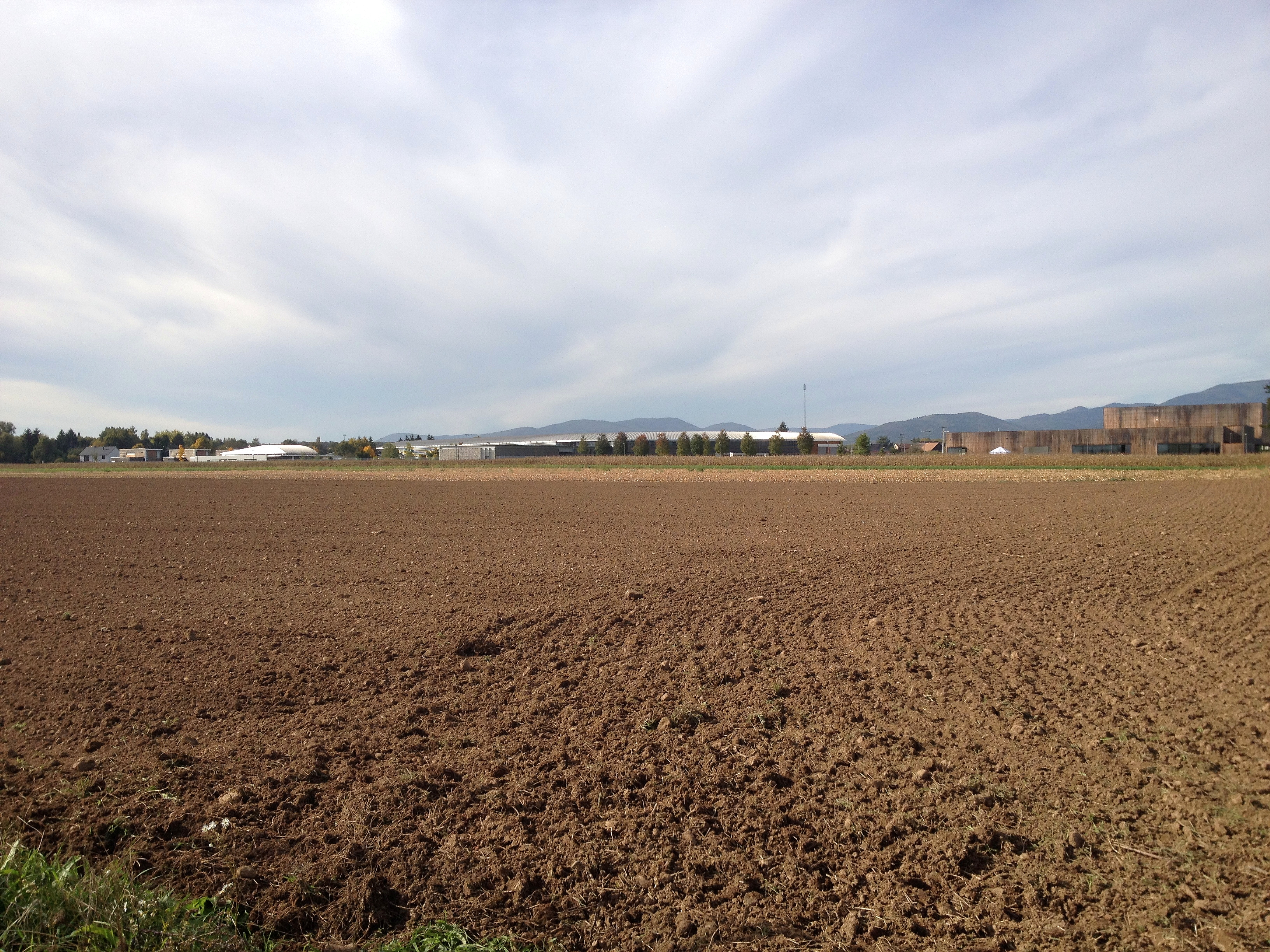
上比诺普特附近的田野

上比诺普特位于法国东北部，大东部大区东南部和上莱茵省西南部，距离省会科尔马大约47公里。与上比诺普特接壤的市镇包括：下阿斯帕克、下比诺普特、下索普、盖沃奈姆和什韦古斯坦恩。

### 地形
上比诺普特位于奥克桑费尔德地区南部，境内以平原为主，市镇中心地势较为平坦，全境海拔在290到338米之间。

### 水文
上比诺普特位于莱茵河流域范围内，多莱尔河自西向东流经市镇北侧。

### 植被
上比诺普特属于温带阔叶混交林区，市区东西两侧分别为伊尔滕米伦瓦尔德森林（Hirtenmuhlenwald）和艾希瓦尔德森林（Eichwald）。
在鲜花城市的评比中，上比诺普特暂未被评级。

### 气候
上比诺普特在柯本气候分类法中属于带有大陆性特征的温带海洋性气候（Cfb）。

## 行政区划
上比诺普特的市镇编号为68060，邮政编号为68520。
在行政管理方面，上比诺普特隶属于法国大东部大区上莱茵省坦恩-盖布维莱尔区；在地方选举方面，上比诺普特隶属于马斯沃县，其市镇范围全境被划入上莱茵省第四选区；在社会管理方面，上比诺普特是多莱尔-苏尔茨巴克河谷市镇公共社区的组成部分。
截至2023年11月，上比诺普特市镇范围内暂无任何城市敏感街区及城市政策优先街区。
法国国家统计与经济研究所（简称）在进行数据统计时，未将上比诺普特划入任何城市核心区（Unité urbaine），将包括上比诺普特在内的周边共60个市镇划为米卢斯城市区。自2020年起，米卢斯城市区被包含132个市镇的米卢斯城市辐射区代替。此外，还将上比诺普特市镇整体看作一个“块区”（IRIS），以便于统计人口分布情况。

## 交通

### 公路
上莱茵省省道D32V线、D83线、D466G线和D483线在上比诺普特境内交汇。大东部大区下属的上莱茵省的城际客运68R057线和68R058线经停上比诺普特，可通往米卢斯、坦恩、马斯沃-尼德布吕克等地。
2020年，91.9%的上比诺普特家庭拥有至少一辆私人汽车。2021年，上比诺普特境内共发生各类交通事故1起，造成1人重伤。
| 15 | 3.5 |

| 科尔马 | 47 |

| 米卢斯 | 17 |

| 阿尔特基什 | 17 |

### 铁路
距离上比诺普特最近的客运铁路车站为11公里外的塞尔奈站，该站停靠米卢斯Tram-Train以及往返于米卢斯和克吕特一线的区域列车。

### 航空
距离上比诺普特最近的民用航空站为44公里外的巴塞尔-米卢斯-弗赖堡欧洲机场。

### 城市公共交通
截至2023年11月，上比诺普特暂无城市公共交通系统。

## 政治

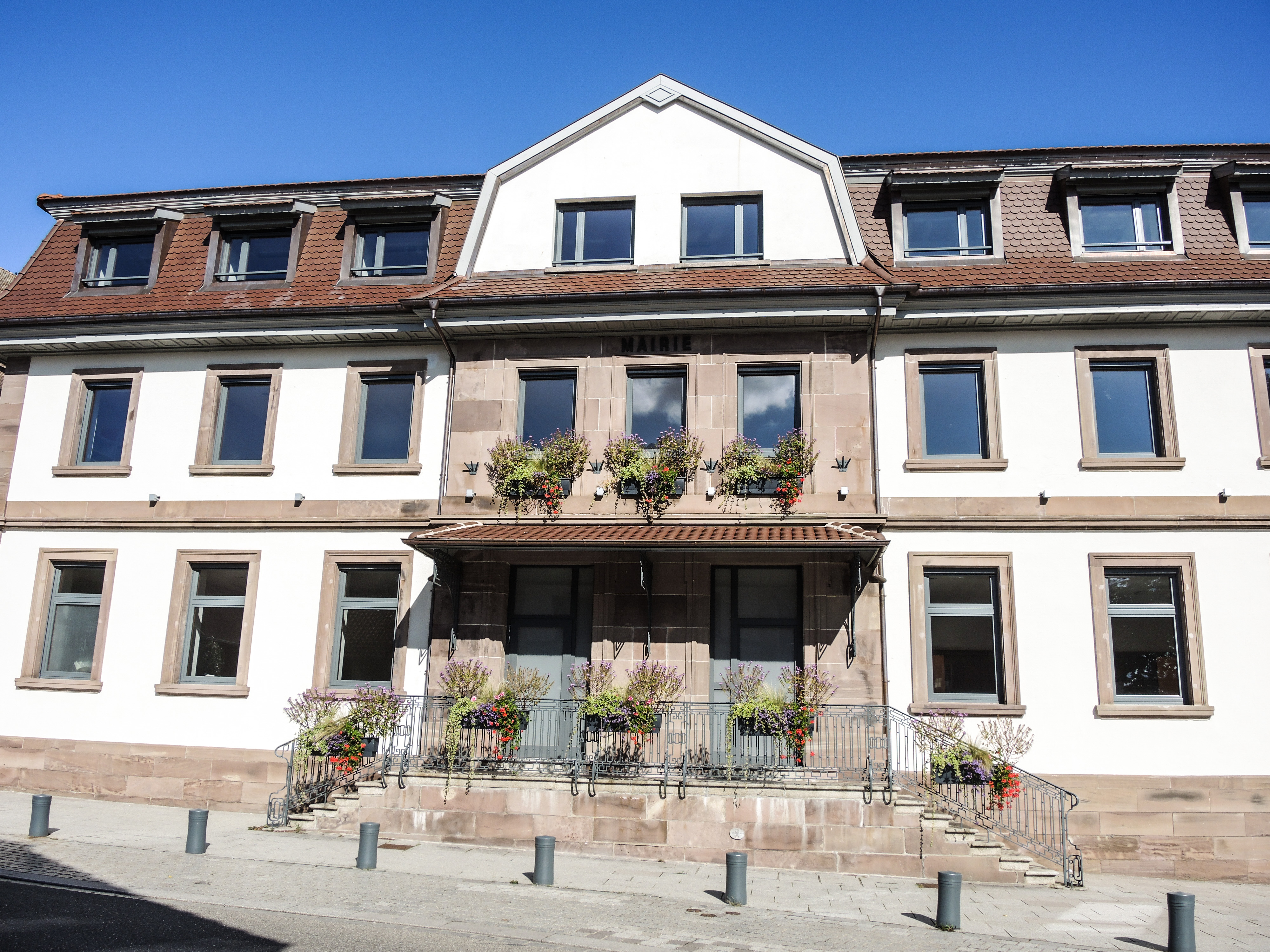
上比诺普特市政厅

上比诺普特的现任市长为韦罗妮克·桑格勒-瓦尔茨女士（Véronique SENGLER-WALTZ），她是一名无党派人士，在2020年的市政选举中获得了62.88%的支持率。
在2022年的法国总统大选的第二轮选举中，法国极右翼政党国民阵线主席玛丽娜·勒庞在上比诺普特获得了52.26%的支持率。

## 人口
2020年，上比诺普特市镇人口数量为1,744，在法国排名第6,136位。其中男性870人，女性874人，75岁及以上人口占6.9%，外籍人口数量为37人，人口密度为140人/平方公里，当地居民被称为（男性）或（女性）。2021年，上比诺普特境内出生17人，死亡人口9人。
| 上比诺普特1900年－2020年人口变化情况 |
|                                      |
| 数据来源：Cassini、INSEE             |

## 经济
截至2023年11月，上比诺普特市镇范围内共有各类用人单位（包含自雇）345家，平均历史为16年，其中96.98%为中小型企业（PME），2023年9月至11月间，当地的经济活力指数为0.29%。（平面玻璃生产）、（大型零售）及（电子元件）是当地2021年营业额最高的三个企业，分别为51,202,471欧元、44,023,790欧元和34,697,605欧元。

## 财政与居民收入
2021年，上比诺普特的财政收入总额为1,301,760欧元，财政支出总额为915,350欧元，当年的债务总额为171,650欧元。2021年，上比诺普特市镇通过增值税获得24,920欧元的收入，此外当地还共获得了36,220欧元的国家直接财政补助。
2019年，上比诺普特的人均月收入总额为2,817欧元，高于法国平均水平（2,303欧元）。
2020年，上比诺普特境内的青壮年（15至64岁）失业率为6.2%；2022年，当地57.5%的家庭拥有纳税资格，平均纳税3,171欧元，低于法国平均水平（4,393欧元）。

## 社会事务

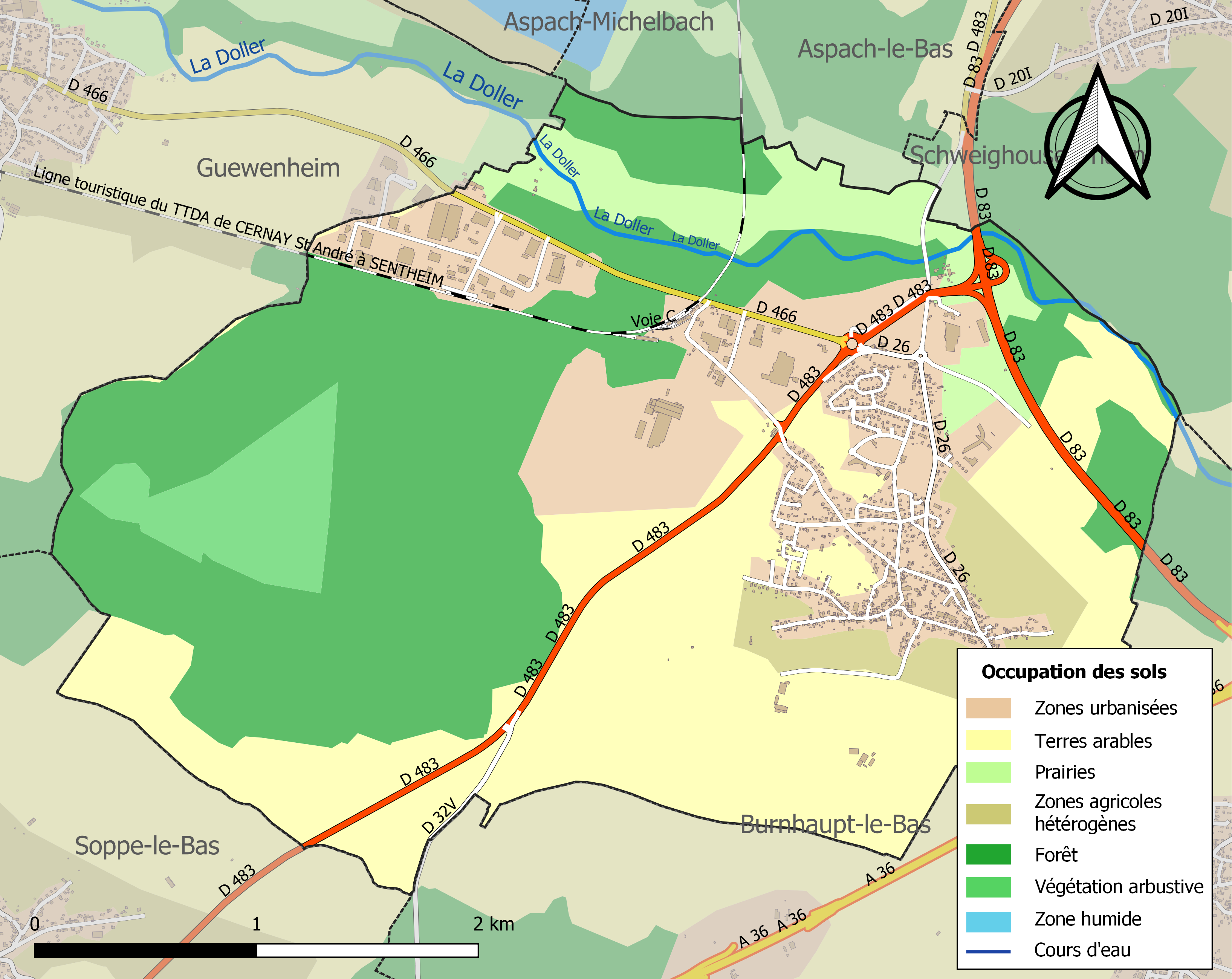
上比诺普特土地利用情况地图

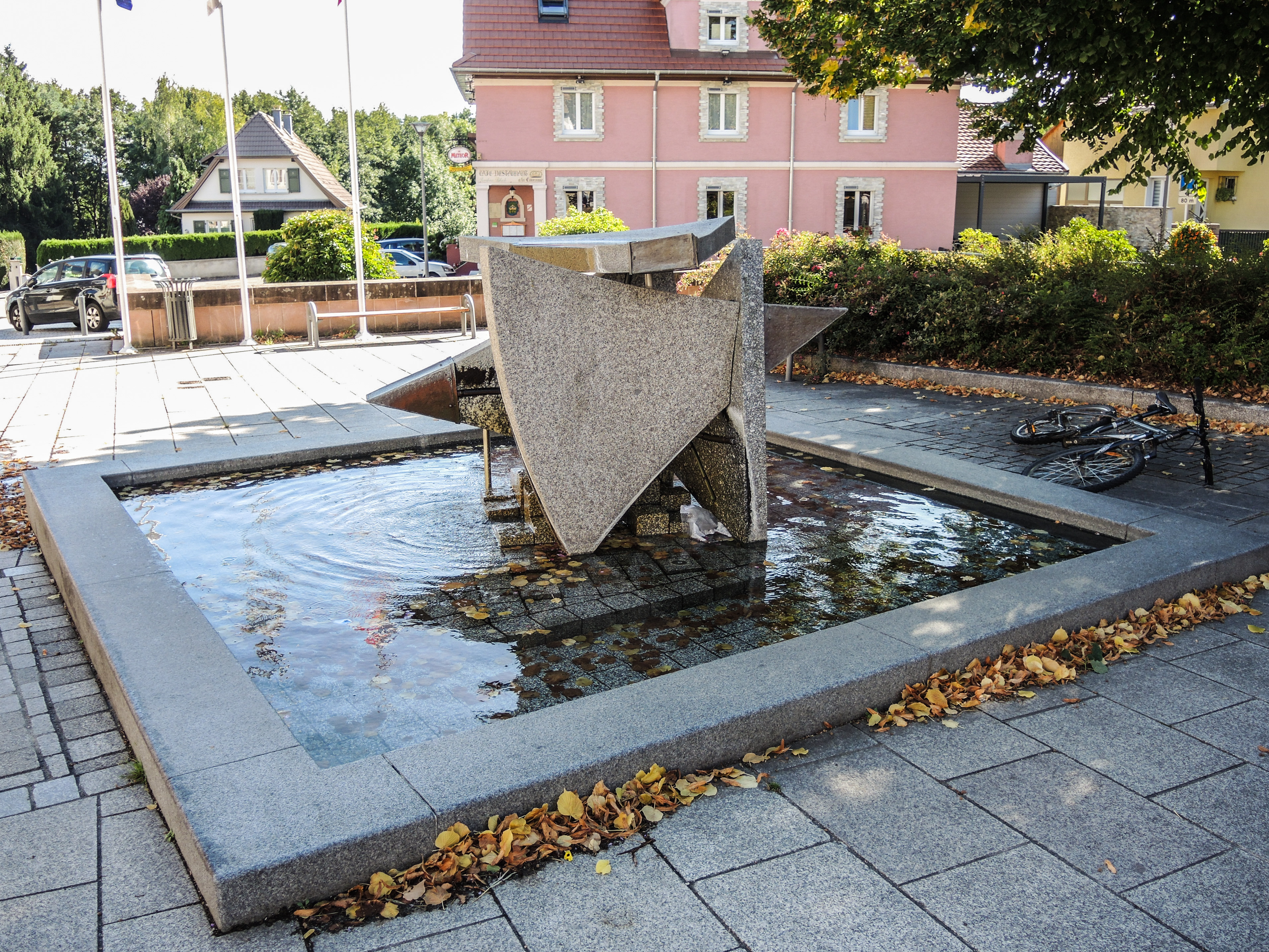
喷泉广场

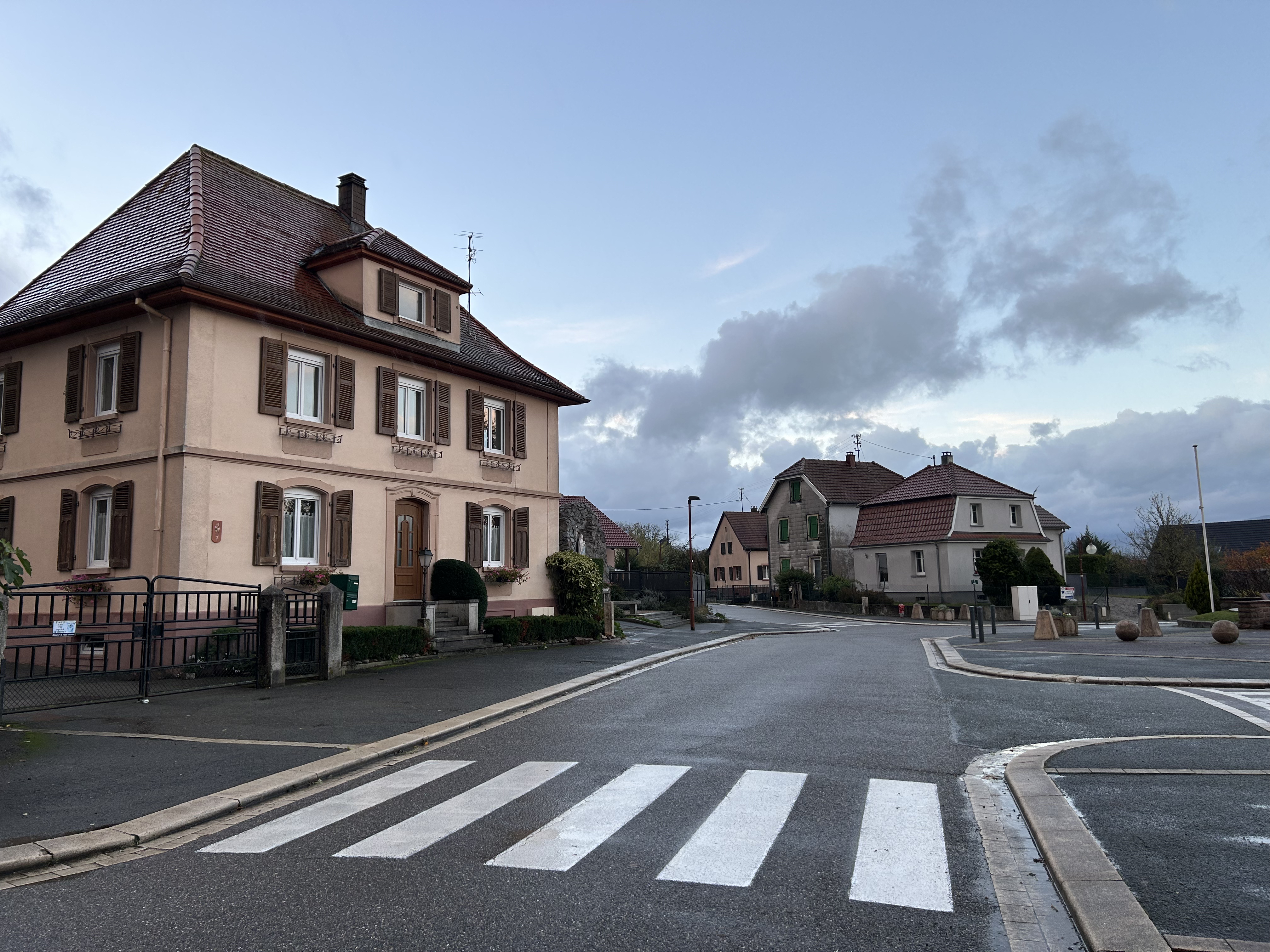
教堂街

### 教育
上比诺普特属于斯特拉斯堡学区。截至2021年1月1日，上比诺普特境内共有1所幼儿园、1所小学和1所初级中学。2021至2022学年度，上比诺普特境内共有在校中等教育阶段学生585名。

### 医疗
截至2021年1月1日，上比诺普特境内共有全科医生2名、保健师4名、牙医1名、护士4名、药房1家。
距离上比诺普特最近的综合区域性医疗机构为“米卢斯-南阿尔萨斯地区医疗集团”（Groupe Hospitalier de la région de Mulhouse et Sud Alsace），其主病区埃米尔·穆勒医院（Hôpital Emile Muller）位于米卢斯市区南部，距离上比诺普特市区的正常车程大约23分钟，该院设有床位961个，是上莱茵省规模最大的公立综合性医院。

### 住房
2020年，上比诺普特境内共有各类住房755套，其中641为独立式居民区，14.8%为集中式居民区。常住房屋占上比诺普特市镇范围内居民建筑总量的95.0%。
在住房保障政策方面，2022年，上比诺普特境内共有30户家庭获得了住房经济补助，受益人数占总人口数量的2.1%，其中22份为房租补助。

### 商业
2021年，上比诺普特境内共有各类实体商铺51家，其中餐厅4家、大型超市2家、面包房2家、肉铺1家、银行门店1家、美容美发店3家、汽车维修店4家。上比诺普特北部建有一家Hyper U大型购物超市。

### 体育
2021年，上比诺普特境内共有1间体育馆、2处网球场以及1处足球或橄榄球场。
截至2023年11月，比诺普特体育会（Stade Burnhauptois，编号561191）是上比诺普特境内唯一的一家注册足球俱乐部，该俱乐部成立于2022年，其主队2023至2024赛季参加大东部大区足球联赛丙组（法国第八级别），其主场为市政球场（Stade Municipal）。

### 环境
上比诺普特的环境事务由其所属的多莱尔-苏尔茨巴克河谷市镇公共社区联合各级政府协调负责。2021年，上比诺普特境内共有1家污染企业。

### 治安
2021年，上比诺普特市镇范围内有1处宪兵队。
上比诺普特及其附近的共126个市镇是阿尔特基什国家宪兵队（zone gendarmerie de Altkirch）的管辖范围。lit/crim2020年，该宪兵队累计记录各类案件1,936起，其中盗窃类案件816起，经济类案件376起，毒品交易类案件77起。

## 文化

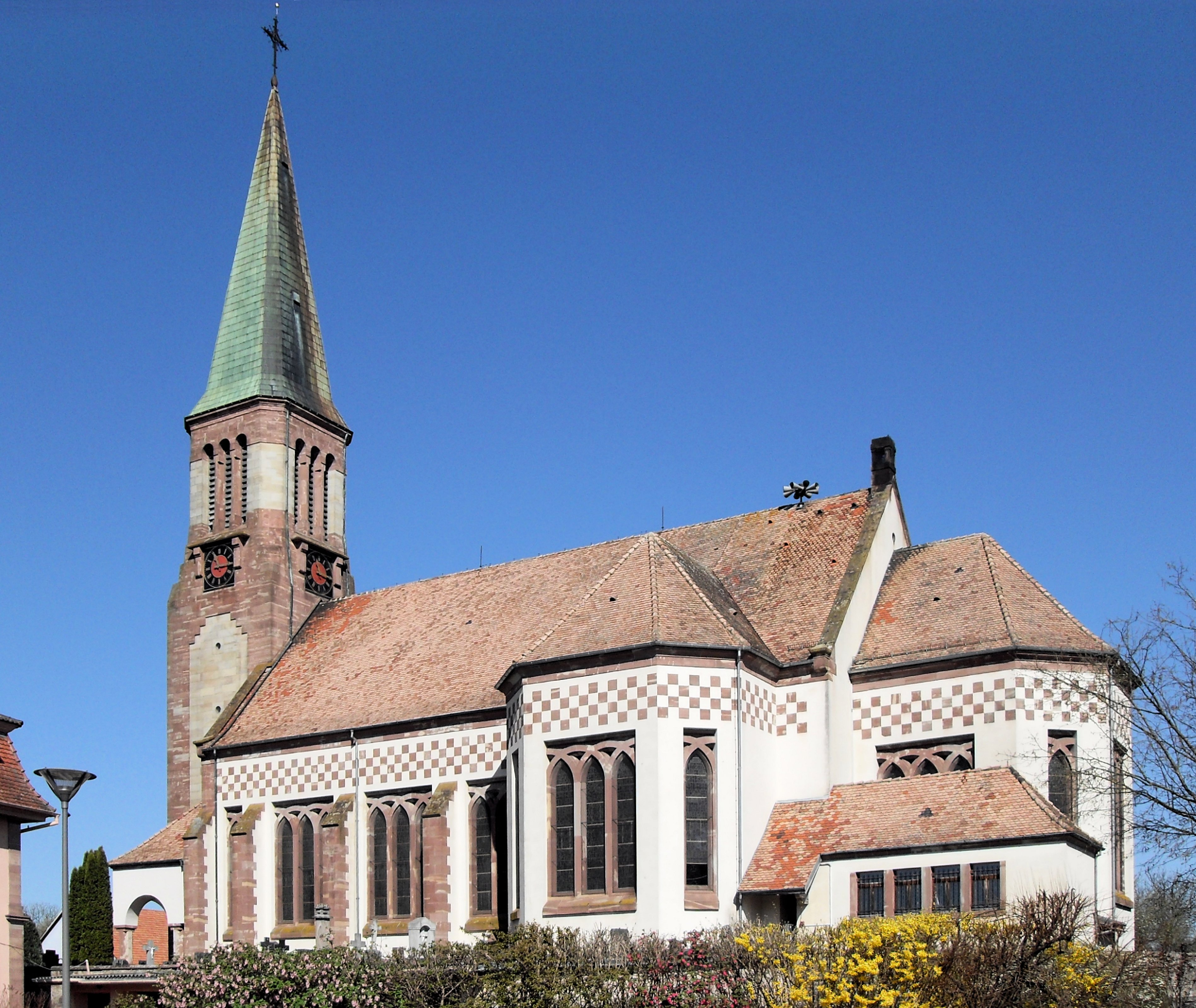
上比诺普特博尼法蒂乌斯教堂

2021年，上比诺普特境内暂无任何文化设施。拉比勒多媒体中心（Médiathèque La Bulle）位于下比诺普特境内，每周一至五向公众开放。

### 建筑
上比诺普特境内有多处历史建筑，其中市政厅-学校（Mairie-école）、博尼法蒂乌斯教堂等为法国国家文物保护单位等，教堂则是当地的地标性建筑物。

### 旅游
上比诺普特的旅游事务由其所属的多莱尔-苏尔茨巴克河谷市镇公共社区负责。2023年，上比诺普特境内共有2家酒店共计49间房间；另有1个露营地，可容纳共183辆露营车。

### 媒体
法国主要的媒体均可在上比诺普特接收，法国电视三台下属的大东部大区频道在部分时段播出上比诺普特所在上莱茵省的地方新闻。《阿尔萨斯报》、《阿尔萨斯最新消息》、阿尔萨斯电视台、蓝色法兰西阿尔萨斯广播等是当地主要的地方性媒体。

## 友好城市
截至2023年11月，上比诺普特暂未建立任何友好城市关系。